# Lwengo (district)
Lwengo is een district in het centrum van Oeganda. Het administratief centrum van het district bevindt zich in Lwengo. Het district telde in 2014 274.953 inwoners en in 2020 naar schatting 290.500 inwoners op een oppervlakte van 1024 km². Bijna 90% van de bevolking woont op het platteland.
Het district werd opgericht in 2010 door afsplitsing van het district Masaka. Lwengo grenst aan de Oegandese districten Sembabule, Bukomansimbi, Masaka, Rakai en Lyantonde. Het district is opgedeeld in twee town councils (Lwengo en Kyazanga) en zes sub-county's.